# Pablo Arraya
Pablo Guillermo Arraya (Córdova (Argentina), 21 de outubro de 1961) é um ex-tenista profissional peruano.